# Joanne Samuel
Joanne Samuel (Sídney, 5 de agosto de 1957) es una actriz australiana de cine y televisión, que interpretó el papel de Jessie Rockatansky, esposa del personaje que realizaba Mel Gibson en la película de acción y ciencia ficción Mad Max de 1979.

## Carrera
Samuel nació en Camperdown, Sídney, Australia. Antes de su aparición en Mad Max, Samuel había hecho apariciones especiales las series Matlock Police y Homicide. Entonces era un miembro del reparto regular en las telenovelas Class of '74, The Sullivans y The Young Doctors. Dejó The Young Doctors muy repentinamente, los productores la excluyeron del programa cuando le ofrecieron el papel en Mad Max luego de que una de sus compañeras en Young Doctors que había tomado el papel cayera enferma. Samuel luego regresó a la televisión en el papel habitual de Kelly Morgan-Young en Skyways. Tras varios años alejada de las pantallas, regresó al cine en 2017 en la película de ficción My Pet Dinousar.

## Filmografía

### Cine y televisión
- Mad Max (1979) - Jessie Rockatansky
- Alison's Birthday (1981) - Alison Findlay
- Early Frost (1982) - Chris
- Queen of the Road (1984) - Rosy Costello
- The Long Way Home (1985) - Julie
- Nightmaster (1987) - Sonia Spane
- Gallagher's Travels (1987) - Sally
- Spook (1988) - Carole Bradly
- The Wiggles Movie (1997) - Señora Bingle
- My Pet Dinosaur (2017) - Doris Mercher